# Ferdinand von Nordeck zur Rabenau

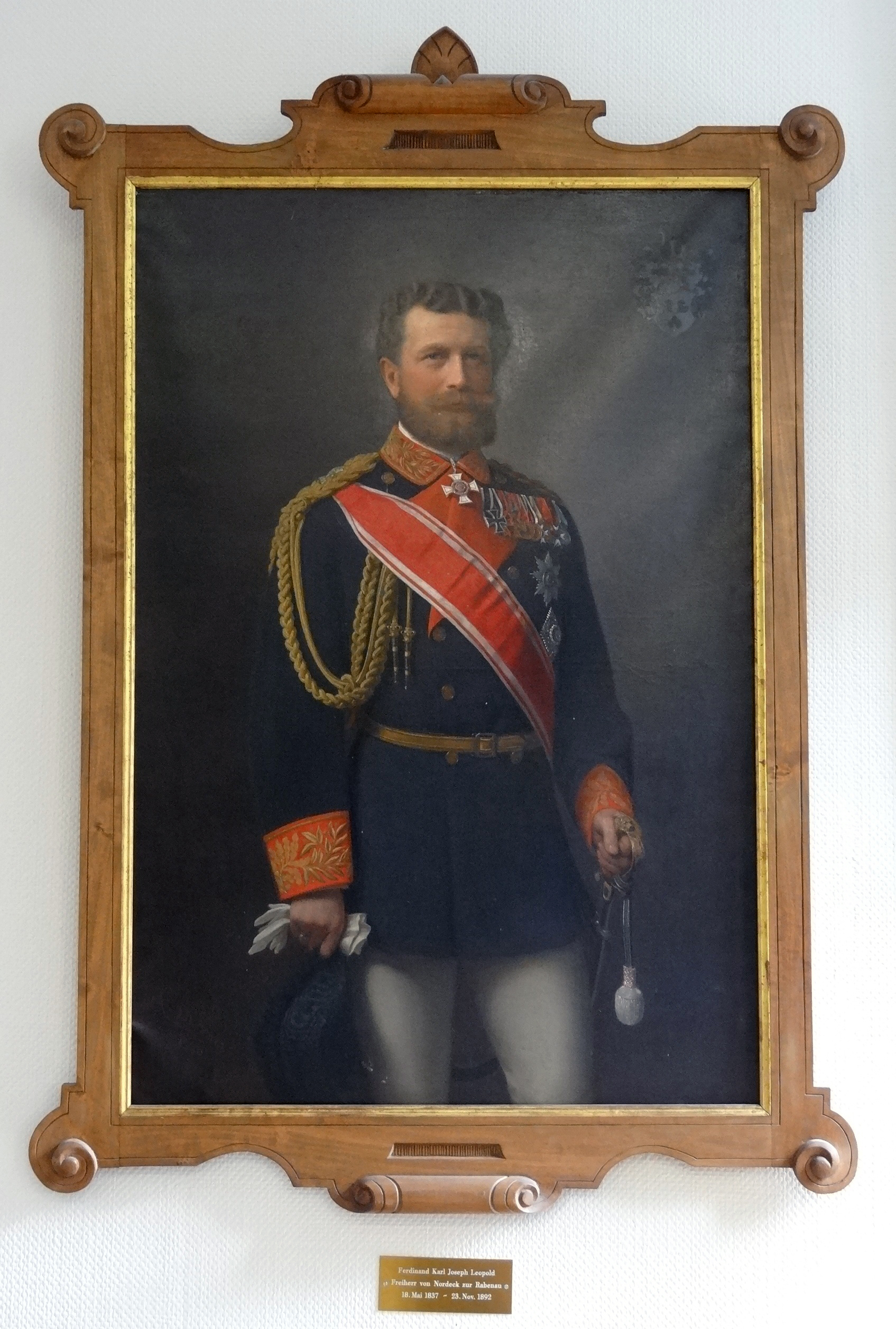
Ferdinand Karl Joseph Leopold Freiherr von Nordeck zur Rabenau (1837–1892) Gemälde im Busecker Schloss

Ferdinand Karl Joseph Leopold Freiherr von Nordeck zur Rabenau (* 18. Mai 1837 in Darmstadt; † 21. November 1892 in Gernsheim am Rhein) war ein hessischer Oberstleutnant, Politiker und ehemaliger Abgeordneter der 1. Kammer der Landstände des Großherzogtums Hessen.

## Familie
Ferdinand von Nordeck zur Rabenau aus dem Geschlecht Nordeck zur Rabenau war der Sohn des hessen-darmstädter Generals Friedrich Freiherr von Nordeck zur Rabenau (1793–1862) und dessen Frau Ernestine Therese Leopoldine geborene Freiin von Zwierlein (1810–1871).
Ferdinand von Nordeck zur Rabenau, der katholischer Konfession war, heiratete am 1. Juni 1876 in Wojkau Friederike Auguste (Augustine), geborene Freiin von Riese-Stallburg (* 1854), die Tochter des Werner Friedrich von Riese-Stallburg (1810–1871) und dessen Frau Philippine Auguste Friederike von Lukacsich (1823–1883). Das Ehepaar hatte nachstehende Kinder:

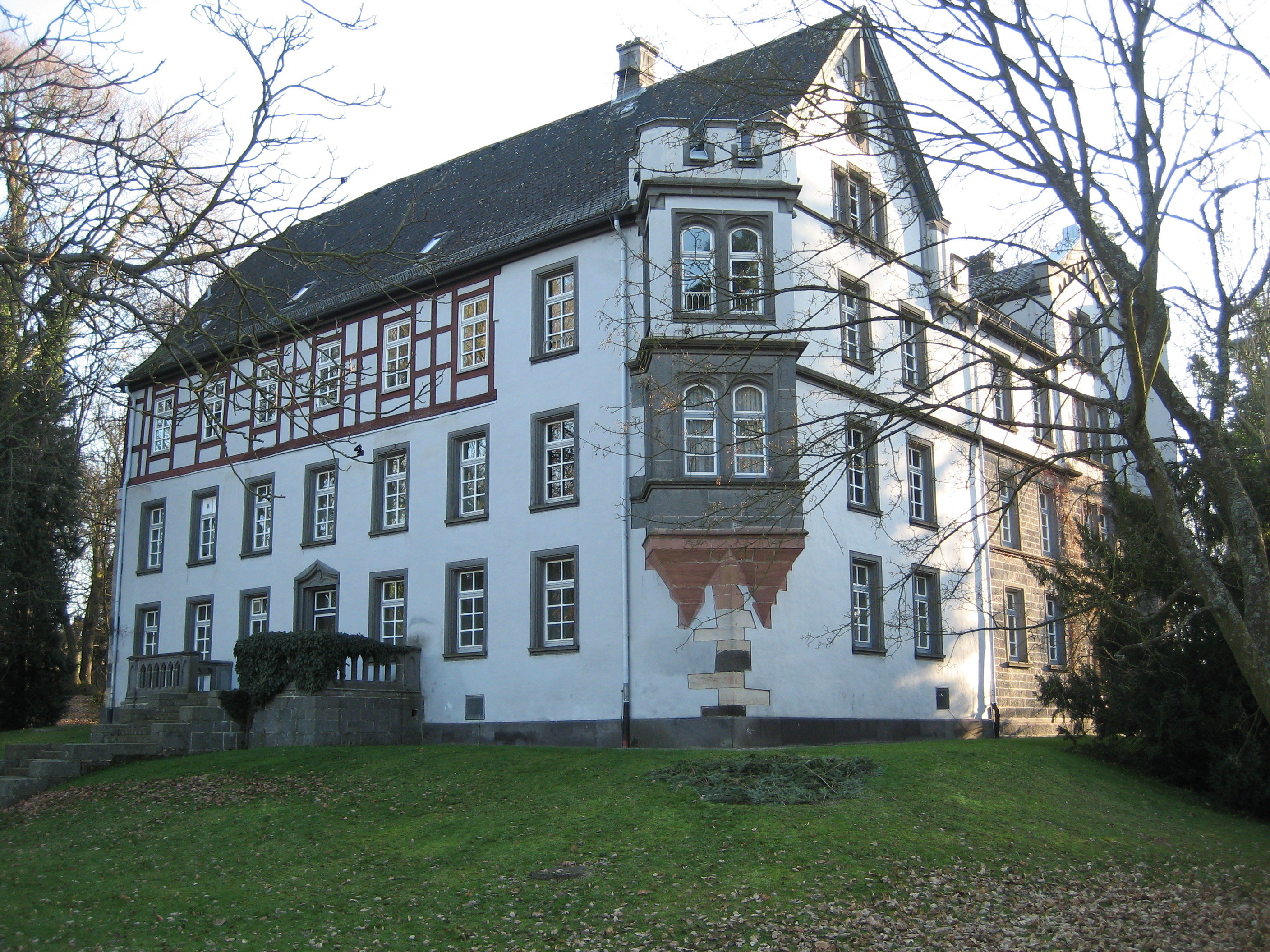
Ehemaliges Schloss Grossen-Buseck der Freiherren von Nordeck zur Rabenau
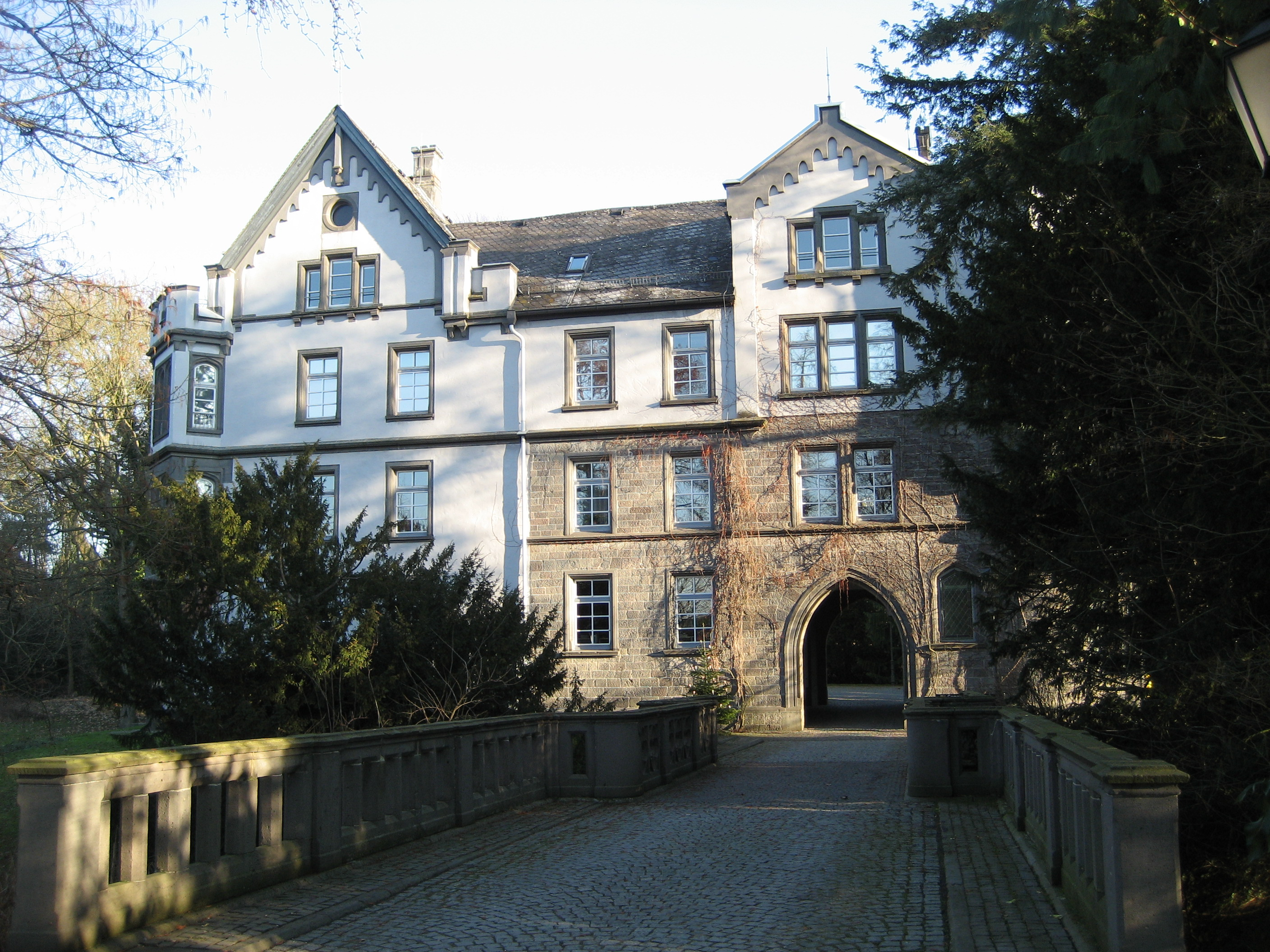
Ehemaliges Schloss Grossen-Buseck der Freiherren von Nordeck zur Rabenau

- Dr. jur. Ludwig (Ludi) Freiherr von Nordeck zur Rabenau (1880–1935),[1] von 1919 bis 1933 preußischer Landrat in Lauban (Schlesien),[2] Ober-Vorsteher des Ritterschaftlichen Stifts Kaufungen, bestattet auf dem Familienfriedhof in Großen-Buseck.
  - Evamaria (Maja) Augusta Charlotta Anita Freiin von Nordeck zur Rabenau (* 1913 Sagan, † 1985 Berlin),[3][4] Tänzerin in Berlin, Erbin des Schloß Buseck, da ihr Bruder 1944 Ende des Zweiten Weltkriegs gefallen war. Sie verkaufte 1971 das damals marode Schloß Buseck an das Land Hessen.
  - Götz-Eberhard Ludwig Karl Viktor Friedrich Erich von Nordeck zur Rabenau[5] (* 24. Januar 1917 in Sagan; † 28. August 1944 in Loriol-sur-Drôme) als 27-jähriger Hauptmann gefallen. Götz-Eberhard war der letzte männliche Erbe, mit ihm starb das Adelsgeschlecht im Mannesstamm aus. Beigesetzt im dortigen Massengrab. Ein Gedenkstein an ihn findet sich oberhalb des sog. Lustgartens von Burg Nordeck.
- Marietta (Mädi) Freiin von Nordeck zur Rabenau (1886–1960), Hofdame i. R. der Großherzogin Eleonore von Hessen und bei Rhein, Stiftsdame des Ritterschaftlichen Stifts Kaufungen, unterhielt unter anderem eine Korrespondenz mit Rilke. Zeitweise war deren Wohnsitz in Frankfurt am Main, Schloßstraße 108.
- Karl-Alexander (Karli) Freiherr von Nordeck zur Rabenau (* 1889; † 5. Juli 1915 in Darmstadt), gestorben im Lazarett in Alsbach a.d.Bergstraße, stud.phil., Fliegerleutnant
- Ernestine Freiin von Nordeck zur Rabenau (1891–1964),[6] Rot-Kreuz-Schwester, Vorsitzende des DRK-Ortsvereins Großen-Buseck, Stiftsdame des Ritterschaftlichen Stifts Kaufungen, hatte Wohnrecht auf Lebenszeit im damals langsam verfallenden Schloss Großen-Buseck.[7]

## Militärische Karriere
Ferdinand von Nordeck zur Rabenau trat 1855 dem Garde-Chevaulegers-Regiment der Großherzoglich Hessischen Armee bei und wurde Dezember 1855 Leutnant, 1860 Oberleutnant und nahm November 1867 Abschied als Rittmeister à la suite.
1870/71 nahm er am Deutsch-Französischen Krieg teil und war zuletzt 1884 Oberstleutnant à la suite.
1873 wurde er zum Kammerherren ernannt, 1878 Leiter des Hofmarstalls. 1881 erhielt er den Titel eines Großherzoglichen Oberstallmeisters.

## Politik
In der 26. und 27. Wahlperiode (1887–1892) war er gewählter Abgeordneter der ersten Kammer der Landstände des Großherzogtums Hessen. In den Landständen vertrat er den grundherrlichen Adel. Er wirkte u. a. an der Scheidung der missglückten Zweitehe des verwitweten Großherzogs Ludwig IV. (Hessen-Darmstadt) von Alexandrine von Kolemine im Jahr 1884 mit.